# Montmartí
El Montmartí és una muntanya de 408 metres que es troba al municipi de Gelida, a la comarca de l'Alt Penedès.